# Наташа Джорджевич
Наташа Джорджевич (на сръбски: Наташа Ђорђевић или Nataša Đorđević) е популярна сръбска поп фолк певица. Нейният първи албум излиза през 1994 г. Днес тя е един от най-успешните изпълнители в сръбския музикален гигант Гранд Прадакшън.

## Дискография

### Студийни албуми
- Ti si otrov moj (1990)
- Hej djavole (1991)
- Kad tad (1992)
- Avanturista (1994)
- Kletva (1997)
- Da umrem od tuge (1999)
- Alal vera (2000)
- Zaboravi broj (2001)
- Bas Bas (2002)
- Ne daj me srećo (2003)
- Neoprostivo (2006)
- Nataša Đorđević (2012)